# Trygve Slagsvold Vedum
Trygve Slagsvold Vedum (Hamar, 1 december 1978) is een Noors politicus van Senterpartiet. Sinds oktober 2021 is hij minister van Financiën in het kabinet van Jonas Gahr Støre. In 2014 volgde hij Liv Signe Navarsete op als partijleider van zijn partij. Hij is sinds 2005 lid van de Storting, het Noorse parlement.

## Biografie
Slagsvold Vedum werd geboren in Hamar in de toenmalige fylke Hedmark als zoon van Trond Vidar Vedum en Karin Sigrid Slagsvold. Zijn vader is bioloog en schrijver, zijn moeder lerares. Na de basisschool ging hij naar de lokale landbouwschool. Hij vervolgde zijn opleiding aan de Hogeschool Hedmark, waarna hij nog sociologie en politicologie studeerde aan de Universiteit van Oslo. Na zijn studie ging hij werken op het familiebedrijf.

## Politieke carrière
Slagsvold Vedum sloot zich in 1993 aan bij de jongerenorganisatie van Senterpartiet. In 2002 werd hij gekozen tot landelijk voorzitter van de jongeren. Hij stelde zich kandidaat voor het bestuur van Fylke Hedmark en was van 1999-2005 lid van dat bestuur. In 2005 werd hij voor het eerst in het Noorse parlement, de Storting gekozen. In die periode was hij betrokken bij de organisatie Nej til EU.
In 2012 werd hij benoemd tot minister van Landbouw in het kabinet-Stoltenberg II als opvolger van zijn partijgenoot Lars Peder Brekk.  Bij de verkiezingen van 2013 verloor de rood-groene coalitie van AP, SP en SV zijn meerderheid en werd Slagsvold Vedum kamerlid. In 2014 werd hij door zijn partij gekozen tot partijleider als opvolger van Liv Signe Narvasete, waarmee hij fractievoorzitter werd. In 2017 wist de rechtse coalitie zijn meerderheid in de Storting te behouden. Na de verkiezingen van 2021 was er weer een meerderheid voor rood-groen. Na onderhandelingen vormden uiteindelijk AP en SP een coalitie waarbij Slagsvold Vedum de portefeuille financiën kreeg.
Op 30 januari stapte hij uit de Noorse regering. Hij weigert in te gaan op de eis van de premier om Brusselse wetgeving in Noorse om te zetten.

## Persoonlijk
Jonas Gahr Støre, de partijleider van AP, is getrouwd met een nicht van de moeder van Slagsvold Vedum.